# Baltzar City

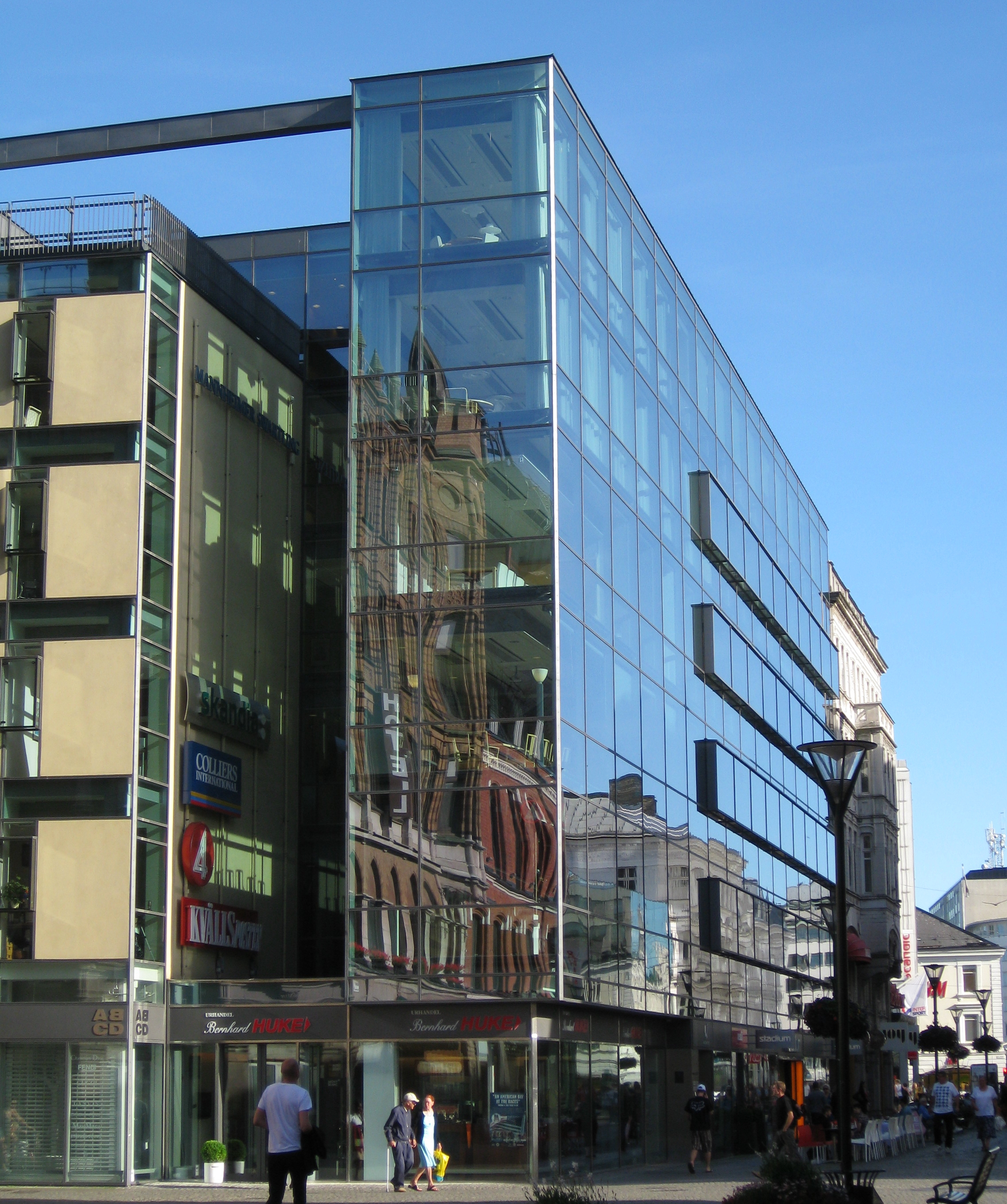
Baltzar City

Baltzar City är ett affärskomplex i Gamla staden i centrala Malmö, i korsningen Södergatan-Baltzarsgatan. Sommaren 1993 revs den folkkära byggnad från 1891 som i folkmun länge benämnts "Butterickshuset". Den nya byggnaden uppfördes 2001 av Skanska och invigdes 2002. Marken hade varit rivningstomt under mellantiden. Baltzar City har en fasad ut mot Södergatan nästan helt i glas. 